# Осек-Лужицький
Осек-Лужицький (пол. Osiek Łużycki, нім. Wendisch Ossig) — село в Польщі, у гміні Зґожелець Зґожелецького повіту Нижньосілезького воєводства.
Населення — 317 осіб (2011).

## Демографія
Демографічна структура станом на 31 березня 2011 року:
|          | Загалом | Допрацездатний вік | Працездатний вік | Постпрацездатний вік |
| -------- | ------- | ------------------ | ---------------- | -------------------- |
| Чоловіки | 171     | 37                 | 115              | 19                   |
| Жінки    | 146     | 31                 | 80               | 35                   |
| Разом    | 317     | 68                 | 195              | 54                   |